# Pat Crawford Brown
Pat Crawford Brown (Nueva York, 29 de junio de 1929 - Corona, 2 de julio de 2019) fue una actriz de televisión y de cine estadounidense. Tuvo participaciones en películas como Sister Act y Elvira: Mistress of the Dark. También tuvo papeles en muchas series de televisión, incluyendo Gilmore Girls, Ellen, Buffy The Vampire Slayer y, más recientemente, en Desperate Housewives.

## Vida personal
Brown nació en Nueva York, hija de Charlotte (Nombres de nacimiento y de matrimonio Huber) y Thomas J. Brown. El 3 de enero de 1961, contrajo matrimonio con Calvin B. Brown, que falleció en 1976. Tuvieron una hija, Charlotte Brown Swanson.
Crawford Brown falleció el 2 de julio del año 2019 a la edad de 90 años en Corona, California, Estados Unidos.